# Daniela Beihl

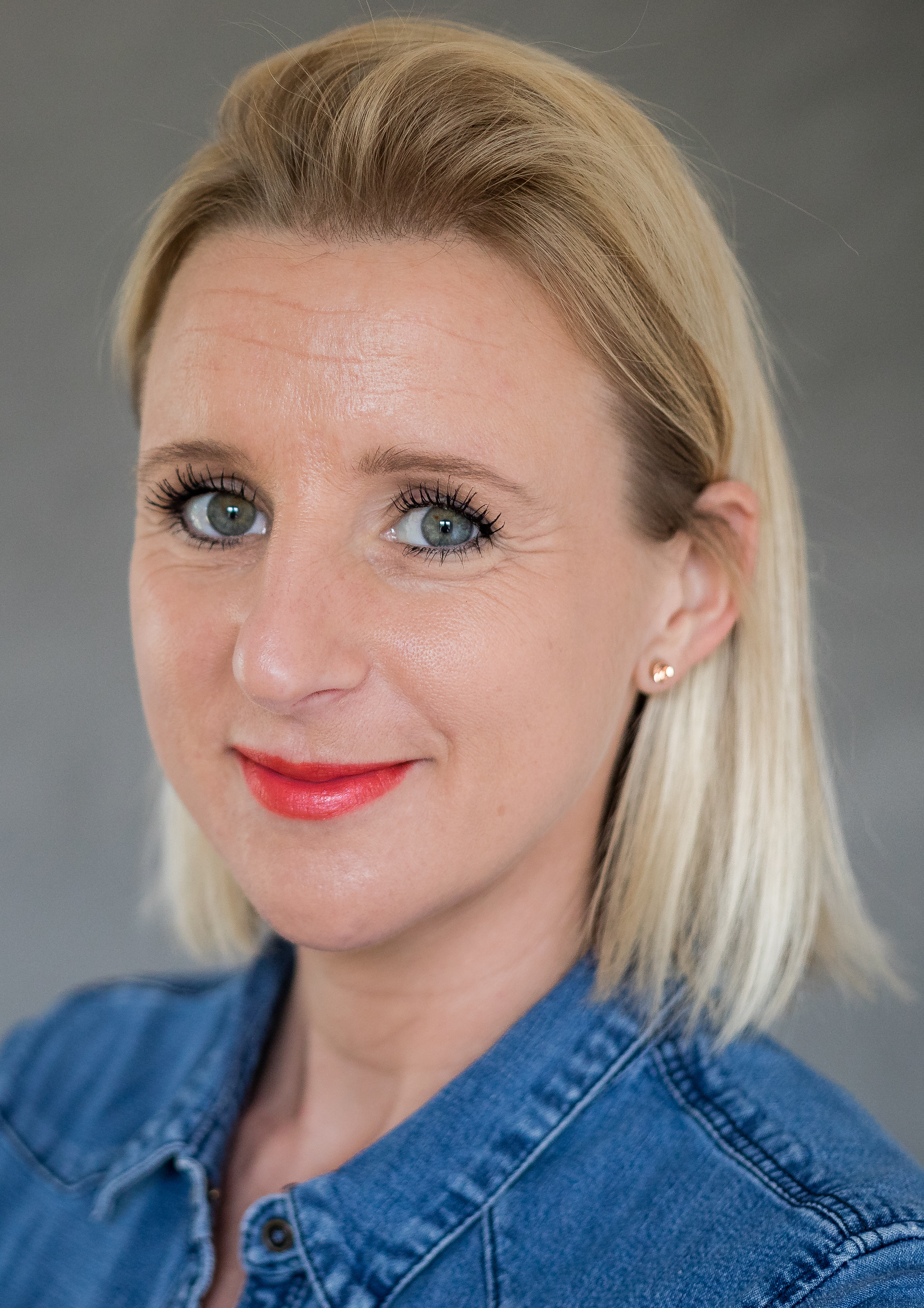
Daniela Beihl, 2019

Daniela Beihl (* 8. Dezember 1984 in Rahden) ist eine deutsche Politikerin (FDP). Sie war von Juni 2019 bis Mai 2022 Abgeordnete im nordrhein-westfälischen Landtag.

## Leben
Beihl wuchs in der Espelkamper Ortschaft Isenstedt auf. Sie legte ihr Abitur am Söderblom-Gymnasium in Espelkamp ab und war anschließend ein Jahr als Au-pair in Vicenza. Danach studierte Beihl an der Universität Bielefeld Politik- und Medienwissenschaften und schloss das Studium mit dem Master ab. Nach dem Studium war sie zunächst als wissenschaftliche Referentin im Niedersächsischen Landtag tätig. Seit 2015 arbeitete sie als Büroleiterin des FDP-Landtagsabgeordneten Marc Lürbke.

## Politische Laufbahn
Beihl trat 2006 der FDP bei. Sie ist derzeit stellvertretende Kreisvorsitzende der FDP im Kreis Minden-Lübbecke. Kommunalpolitisch war sie als sachkundige Bürgerin im Sportausschuss von Espelkamp tätig. Bei der Landtagswahl in Nordrhein-Westfalen 2017 kandidierte sie im Landtagswahlkreis Minden-Lübbecke I, wo sie 6,1 % der Erststimmen erreichte, sowie auf Platz 31 der Landesliste ihrer Partei. Damit verpasste sie zunächst den Einzug in das Parlament. Am 27. Juni 2019 rückte sie für Moritz Körner, der in das Europaparlament gewählt worden war, in den Landtag nach. Von 2009 bis 2014 war Beihl sachkundige Bürgerin im Rat der Stadt Espelkamp. Bei der Kommunalwahl im November 2020 wurde Beihl als Ratsfrau in den Stadtrat von Espelkamp gewählt, dort ist sie die Fraktionsvorsitzende der Freien Demokraten. Nach der Landtagswahl 2022 schied sie wieder aus dem Landtag aus.